# Kinga Kollár
Kinga Kollár (ur. 6 marca 1978 w Ostrzyhomiu) – węgierska urzędniczka państwowa i europejska, prawniczka, posłanka do Parlamentu Europejskiego X kadencji.

## Życiorys
Ukończyła prawo na Uniwersytecie Loránda Eötvösa (2001) i ekonomię na uczelni Modern Üzleti Tudományok Főiskolája (2002), kształciła się w zakresie zarządzania w szkole służby wyższej cywilnej Nemzeti Közszolgálati Egyetem. W latach 2003–2012 i 2021–2024 zatrudniona w Komisji Europejskiej w ramach dyrekcjach generalnych zajmujących się konkurencją i handlem; od 2006 do 2008 pracowała w przedstawicielstwie Komisji Europejskiej na Węgrzech. W międzyczasie była zatrudniona w urzędzie zajmującym się ochroną konkurencji, pełniła funkcję jego rzecznika prasowego.
Zaangażowała się w działalność polityczną w ramach Partii Szacunku i Wolności, której liderem w 2024 został Péter Magyar. W wyborach do Parlamentu Europejskiego w 2024 uzyskała mandat eurodeputowanej X kadencji.
Ma dwoje dzieci.